# Ponthieu

Blasone della contea di Ponthieu

Il Ponthieu corrispondeva anticamente alla porzione della bassa Piccardia compresa tra la Bresle e la Canche, il mare e l'Amiénois, e che fa capo oggigiorno all'arrondissement di Abbeville e a una parte degli arrondissement di Montreuil e di Amiens. Antica contea, fu il primo feudo ereditario del regno franco; il suo capoluogo era Abbeville.
È oggi un pays ai sensi della legge del 4 febbraio 1995.

## Origine del nome
Dal VI al XIII secolo la zona era denominata pagus Pontivus, Pontium, Ponticum, provincia Pontiva, e coi nomi romani di Pontiu e Pontif. Il nome è stato fatto risalire al latino pons (ponte), per la moltitudine di ponti che caratterizzava sin dall'antichità un territorio ricco di corsi d'acqua, o per la località di Pontibus nell'itinerario antonino (Ponches, sul fiume Authie); o ancora dal latino pontus (mare), in senso estensivo per "territorio lungo la costa", o da Portus Ilius, porto romano forse situato tra la Canche e l'Authie.

## Storia

### Antichità
In epoca romana Claudio Tolomeo nella sua Geografia cita come abitatori della costa le tribù dei Morini e degli Ambiani (da cui il nome di Amiens); Plinio il Vecchio nomina nella Naturalis historia da nord a sud Menapi, Morini e Oromansaci, Britanni, Ambiani e Bellovaci.
Giulio Cesare cita gli Ambiani come esempio di coraggio e tenacia, per l'estrema resistenza posta alla conquista romana; fino all'invasione da parte dei Franchi il Ponthieu fu romano, e molti imperatori risiedettero ad Amiens, strategica per controllare la Somme e difendere la Gallia dalle incursioni dei Belgi settentrionali.
I territori di Abbeville e Montreuil erano attraversati da est a nord dalla grande strada romana, ramo della Via Agrippa, che collegava Lione con Boulogne-sur-Mer passando per Amiens, e che, secondo la testimonianza di Strabone, fu costruita per ordine di Augusto come diretta continuazione della Via delle Gallie. La presenza romana è testimoniata da numerosi resti nelle città e nelle campagne.

### Medioevo
I barbari insediatisi al di là del Reno nei primi anni del V secolo non tardarono ad attraversare la Somme, che costituiva il confine dell'Impero sulla Gallia settentrionale: verso il 437 infatti Clodione conquistò Cambrai, passò la Somme, e nel 445 insediò la propria capitale ad Amiens. Durante il regno di Meroveo, suo successore, Attila saccheggiò Beauvais, Amiens, Arras, tutta la regione compresa sotto il nome di Belgica Secunda. Alla morte del terzo dei sovrani merovingi, Clodoveo I, suo figlio Clotario I ebbe la parte centro-settentrionale del regno franco, e investì dell'autorità sulle coste dalla Senna all'Escaut il figlio del re di Arras, Alcario, che prese il titolo di Dux Franci maritimæ seu Ponticæ e fissò il proprio governo a Centula, oggi Saint-Riquier. Poche e incerte le notizie posteriori: conosciamo i nomi dei successivi governanti (Aimone, Droctrico, Valdeberto, Sigefrido, fratello di Ercinoaldo, maestro di palazzo di Clodoveo II), sempre in bilico tra realtà e leggenda, e dalle cronologie difficilmente conciliabili.
Nei primi anni del VI secolo e la prima metà del VII, periodo che segna nel Ponthieu l'avvento definitivo del cristianesimo, spiccano, oltre ai numerosi missionari irlandesi, le figure di Valerio di Leuconay, Ricario di Centule e Giudoco.
La contea di Ponthieu sembra sia stata l'evoluzione di una marca creata in epoca merovingia per difendere la Piccardia dalle incursioni sassoni e vichinghe: i primi titolari, pur non portando il titolo di conte di Ponthieu ma quello di duca, amministravano a tale scopo la regione e l'abbazia di Saint-Riquier (che inizialmente governavano come abati laici e di cui portavano il titolo di protettore). Angilberto di Saint-Riquier fu uno dei primi duchi realmente attestati. Il titolo di conte di Montreuil apparve durante il X secolo, e quello di conte di Ponthieu ci è attestato dopo il 1024, con Enguerrand I.
Sotto il regno di Ludovico il Pio il Ponthieu era compreso tra la Bresle e la Canche, tra l'Amiénois e il mare e articolato in tre suddivisioni (Vimeu, Ponthieu, Montreuillois).
Nell'842 iniziarono le incursioni normanne sulla costa settentrionale della Francia, minacciando dalle foci dei fiumi i monasteri nei dintorni di Parigi: furono distrutte le abbazie di Jumièges, Saint-Bertin, Saint-Wandrille, Port-le-Grand, Saint-Josse, e il porto di Quentovic.
Nell'879 i Normanni sbarcarono a Wimereux e attaccarono Boulogne, Thérouanne, Arras; più tardi, passata la Somme nei pressi di Laviers, dove si trovava allora il principale guado, saccheggiarono il Vimeu e il Ponthieu: nell'881, ai primi di febbraio, un'incursione investì anche l'abbazia di Saint-Riquier e la distrusse. Luigi III, che si trovava allora nel Delfinato, impegnato nell'assedio di Vienne, si diresse a marce forzate verso la Piccardia. Diede battaglia a Saucourt, nei pressi di Fresseneville, e inflisse una dura sconfitta agli invasori; degli avvenimenti, reali nella portata o romanzati che fossero, se ne serbava ricordo tre secoli dopo, nel Chronicon centulense e nel Gormont et Isembart. Dopo Luigi, il fratello di questi, Carlomanno, non riuscì a impedire che i Normanni in più occasioni risalissero la Somme, e dovette trattare una tregua di 12 anni.
Altre incursioni si ebbero nell'ultimo decennio del secolo e nei primi decenni del secolo successivo: lo stesso conte Helgaud perse la vita in combattimento (926) in una campagna che vide impegnati anche re Rodolfo di Francia e il conte Erberto II di Vermandois.
Approfittando dei contrasti tra Luigi IV di Francia e i suoi baroni, Arnolfo I di Fiandra, rispondendo ai raid del duca di Normandia Guglielmo Lungaspada, invase il Ponthieu nel 939, conquistò, con l'aiuto di Erberto II, la contea di Montreuil, e prese prigioniera la famiglia del conte Herluin; questi, alleatosi con Guglielmo Lungaspada, riconquistò la contea non molto tempo dopo. Montreuil passò nuovamente al conte delle Fiandre dopo numerosi scontri, nel 948, quando venne sconfitto il figlio di Herluin, Roger.
I Robertingi annessero il Ponthieu ai possedimenti della Corona di Francia alla fine del X secolo; Ugo Capeto lo diede in feudo a uno dei suoi generi più fedeli, il castellano di Abbeville Ugo, allo scopo di rafforzare il controllo sulla zona sia dalle incursioni normanne che dalle insidie dei vicini Conti di Fiandra; la città di Abbeville fu cinta di mura, sempre ad opera di Ugo Capeto, attorno al 990. Il figlio di Ugo di Ponthieu, Enguerrand, prese il titolo di "conte di Ponthieu" solo nel 1024.
Il Ponthieu in seguito giocò un piccolo ma importante ruolo negli avvenimenti che portarono alla conquista normanna dell'Inghilterra del 1066: Harold Godwinson, uno dei pretendenti alla Corona inglese, fece naufragio sulle coste del Ponthieu nel 1064 e fu preso prigioniero da Guido, l'allora conte. Guglielmo duca di Normandia, poi Guglielmo I d'Inghilterra, scoprendo della cattura di Harold, inviò messaggeri a reclamare l'ostaggio, e lo costrinse quindi a giurargli appoggio nelle rivendicazioni al trono d'Inghilterra. Harold tornò quindi in patria, e alla morte di Edoardo il Confessore si fece proclamare re. Guglielmo, appresa la notizia dell'incoronazione, inviò messaggeri in Inghilterra per ricordare ad Harold il giuramento prestato, e poi in tutta Europa per denunciarne lo spergiuro; infine, con l'approvazione di Papa Alessandro II, organizzò l'invasione dell'Inghilterra: la flotta si riunì al porto di Saint-Valery-sur-Somme, che apparteneva al conte di Ponthieu, fu da questi rifornita, e Abbeville fu punto di raccolta per l'esercito. Guglielmo diede battaglia ad Hastings il 14 ottobre 1066 e Harold morì nello scontro. Lo stesso conte Guido prese parte alla spedizione e combatté ad Hastings.
Il territorio circostante Abbeville divenne, nel 1096, zona di concentramento per le truppe che il duca di Normandia, il conte di Fiandra e il conte di Boulogne, Goffredo di Buglione, dovevano fornire per la conquista della Terra santa in quella che sarebbe stata la Prima crociata. Lo stesso Goffredo, alla testa di una folla di armati proveniente dall'Artois e dal Boulonnais, entrò nella capitale del Ponthieu dove venne ricevuto dal conte Guido, e fra le sue mura passò in rivista i crociati.
La contea passò alla famiglia Montgommery quando la figlia di Guido, Agnese († 1110), sposò verso il 1088 Roberto II di Bellême, conte di Shrewsbury. Il figlio e successore di Roberto, Guglielmo, fondò in Ponthieu due importanti abbazie, quella di Perseigne e quella di Saint-André-de-Gouffern nella diocesi di Séez. Durante il suo governo, segnato dai conflitti coi vicini, in numerose occasioni la contea, e la stessa Abbeville, videro saccheggi e distruzioni: nel 1131 Ugo III di Campdavaine, alleato di Guglielmo, assaltò l'abbazia di Saint-Riquier, dove si erano rifugiati numerosi signori suoi nemici, e la distrusse.

La Francia nel 1180.

Nel 1221 re Filippo Augusto confiscò il Ponthieu alla contessa Maria, figlia di Guglielmo II e moglie di Simone di Dammartin, che si era schierato dalla parte di Giovanni d'Inghilterra a Bouvines; solo nel 1230, e accettate le dure condizioni poste dal successivo monarca, Luigi VIII, Maria ebbe di nuovo la contea. La contessa sposò in seconde nozze Mathieu de Montmorency, secondogenito del connestabile Mathieu le Grand, e cedette verso il 1244 a Roberto I d'Artois numerosi feudi del Ponthieu situati oltre l'Authie: il fiume, e la strada di Beaurain, formarono da allora definitivamente il limite nordorientale della Piccardia; tale vendita fu oggetto di forti contestazioni, per porre fine alle quali Luigi IX ordinò nel 1249 che il conte Roberto I d'Artois, suo fratello, godesse del diritto di giustizia sul fiume Authie.
Il Ponthieu passò temporaneamente al regno di Castiglia, quando la figlia di Maria, Giovanna di Dammartin, sposò Ferdinando III, per poi lasciare il trono alla morte del marito e riprendere possesso della contea.
Nel 1259 Enrico III d'Inghilterra incontrò Luigi IX ad Abbeville, e concluse un trattato rinunciando a ogni pretesa sulle provincie a nord della Charente; Luigi in cambio restituì le province situate a sud di tale fiume, con Limosino, Périgord, Quercy, Agenais e Saintonge, a condizione di ricevere l'omaggio dal sovrano inglese. Enrico si genuflesse davanti al re di Francia, riconoscendosi suo vassallo per tutti i possedimenti continentali, dopodiché prese posto, in qualità di duca di Guienna, tra i pari del regno. Il trattato, se pure pose temporanea fine ad un periodo di lotte durato oltre ottant'anni, ribadì il ruolo di feudo dei possedimenti inglesi in Francia lasciando inalterate le ragioni di conflittualità fra le due potenze.
Alla morte di Giovanna, sua figlia Eleonora ereditò la contea, e quando nel 1254 sposò Edoardo, futuro re d'Inghilterra, portò in dote il Ponthieu ai Plantageneti.

### Guerra dei cent'anni
Durante la guerra dei cent'anni il Ponthieu cambiò di mano varie volte, sebbene gli inglesi ne ebbero il controllo dal 1279 al 1369, poi fino al 1435; durante il dominio inglese Abbeville fu la capitale.
A fine agosto del 1346, durante la sua campagna in terra francese, Edoardo III d'Inghilterra raggiunse il Ponthieu, dove restaurò la fortezza di Crotoy. Forzò il passaggio della Somme al guado di Blanchetaque, entrò in contatto con l'esercito guidato da Filippo VI di Francia nei pressi di Crécy-en-Ponthieu, combattendo la famosa battaglia di Crécy.
Nel 1360 il trattato di Brétigny fra Giovanni II di Francia e Edoardo III d'Inghilterra diede nuovamente agli inglesi il controllo del Ponthieu (con la Guascogna e Calais), in cambio della rinuncia alle pretese di Edoardo sul trono francese; questi accettò i territori ma non tenne fede al patto.
Nel 1372 un esercito inglese agli ordini di Robert Knolles invase il Ponthieu, dando alle fiamme la città di Le Crotoy prima di attraversare la Somme al guado di Blanchetaque.
Nel 1435 Carlo VII di Francia convinse Filippo III di Borgogna a rompere l'alleanza con gli inglesi in cambio del possesso del Ponthieu, il che diede un contributo notevole alla fine del ruolo inglese nel conflitto.